# Niels Bollmann
Pour les articles homonymes, voir Bollmann.
Niels Bollmann, né le 11 juillet 1939 à Brøns (Danemark) et mort le 16 mai 1989, est un homme politique danois membre des Démocrates du centre (CD), ancien ministre et ancien député au Parlement (le Folketing). 